# Episodi de La banda di Monica
Questa è la lista degli episodi della serie animata La banda di Monica. 

## Episodi di "As Novas Aventuras da Turma da Mônica" (1986-1990)
La serie chiamata As Novas Aventuras da Turma da Mônica è stata trasmessa in Brasile tra il 1986 e il 1990 sono stati riciclati dai film As Novas Aventuras da Turma da Mônica, A Sereia do Rio, 'O Bicho Papão, A Estrelinha Magica e Quadro a Quadro. In Italia alcune episodi sono andate in onda nel 2004 su Rai 2.
| nº | nº | Titolo originale                | Titolo italiano                    | Prima TV Brasile  | Prima TV Italia |
| -- | -- | ------------------------------- | ---------------------------------- | ----------------- | --------------- |
| 1  | 1  | Um cachorro bem Treinado        | Un cane ben allenato               | 20 settembre 1986 | Inedito         |
| 2  | 2  | O Último Desejo                 | L'ultimo desiderio                 | 20 settembre 1986 | Inedito         |
| 3  | 3  | Oh, Que Dia!                    | Una bella giornata                 | 20 settembre 1986 | 2004            |
| 4  | 4  | O grande show                   | Il grande show                     | 20 settembre 1986 | 4 febbraio 2004 |
| 5  | 5  | O vampiro                       | Il vampiro                         | 20 settembre 1986 | 2004            |
| 6  | 6  | A fonte da juventude            | La fonte della giovinezza          | 20 settembre 1986 | 2004            |
| 7  | 7  | Cascão no País das Torneirinhas | Patacca nel Paese delle Rubinetti  | 20 settembre 1986 | Inedito         |
| 8  | 8  | O Monstro da Lagoa              | Chuck Billy in: Il mostro del lago | 20 settembre 1986 | 2004            |
| 9  | 9  | Vinhetas                        |                                    | 20 settembre 1986 | Inedito         |
| 10 | 10 | A gruta do diabo                | La grotta del diavolo              | 7 febbraio 1987   | Inedito         |
| 11 | 11 | Jacaré de estimação             | La lucertola                       | 7 febbraio 1987   | 2004            |
| 12 | 12 | O tocador de sinos              | Il suonatore di campane            | 7 febbraio 1987   | 2004            |
| 13 | 13 | A Sereia do Rio                 | La Sirena di Fiume                 | 7 febbraio 1987   | Inedito         |
| 14 | 14 | Quero Entrar!                   | Fammi entrare                      | 16 giugno 1987    | Inedito         |
| 15 | 15 | O que é, o que é?               |                                    | 16 giugno 1987    | Inedito         |
| 16 | 16 | Montanha Suja                   | Dirty Rocky                        | 16 giugno 1987    | 2004            |
| 17 | 17 | Cine Cascão                     |                                    | 16 giugno 1987    | Inedito         |
| 18 | 18 | Bicho-Papão                     | Chi ha paura dell'uomo nero        | 16 giugno 1987    | 2004            |
| 19 | 19 | Jornal da Mônica I              |                                    | 16 giugno 1987    | Inedito         |
| 20 | 20 | O ogro da floresta              | Il terrible orco della foresta     | 16 giugno 1987    | 2004            |
| 21 | 21 | A Estrelinha Mágica             | La stellina Magica                 | 24 dicembre 1987  | 2004            |
| 22 | 22 | O natal de todos nós            | Il natalle de tutti noi            | 24 dicembre 1987  | 2004            |
| 23 | 23 | Jornal da Mônica II             |                                    | settembre 1988    | Inedito         |
| 24 | 24 | Super-Heróis                    | Super Eroi                         | settembre 1988    | 2004            |
| 25 | 25 | Um dia de cão                   | Un giorno da cani                  | settembre 1988    | 2004            |
| 26 | 26 | O detetive                      | Il detective                       | settembre 1988    | 2004            |
| 27 | 27 | O caso da melancia              | La storia dell'anguria             | ottobre 1990      | Inedito         |
| 28 | 28 | O caso do burrico               | La storia dell'asino               | ottobre 1990      | Inedito         |
| 29 | 29 | O caso do sapo                  | La storia della rana               | ottobre 1990      | Inedito         |
| 30 | 30 | A verdade dói                   | La verita fa' male                 | ottobre 1990      | 2004            |
| 31 | 31 | O Causo do Ovo                  | La storia dell'uovo                | ottobre 1990      | Inedito         |
| 32 | 32 | O Causo do Sabiá                | Il canto del tordo                 | ottobre 1990      | Inedito         |
| 33 | 33 | O Causo das Formigas            | La storia delle formiche           | ottobre 1990      | Inedito         |
| 34 | 34 | Chico Bento, óia a onça!        | Occhio al giaguaro                 | ottobre 1990      | 19 gennaio 2004 |

## Episodi dal film "Turma da Mônica Quadro a Quadro" (1996-1999)
La serie chiamata Turma da Mônica Quadro a Quadro è stata trasmessa in Brasile tra il 1996 e il 1999, gli episodi sono stati riciclati dai film O Mônico, O plano sangrento, O estranho soro do Dr. X e A ilha misteriosa. In Italia alcune episodi sono andate in onda nel 2004 su Rai 2.
| nº | nº | Titolo originale               | Titolo italiano                        | Prima TV Brasile | Prima TV Italia |
| -- | -- | ------------------------------ | -------------------------------------- | ---------------- | --------------- |
| 35 | 1  | Algo verde, mole e pegajoso    | Qualcosa de verde, molle e appiccicoso | novembre 1996    | Inedito         |
| 36 | 2  | Ta Morto... Ou Não Tá?         | Morto... O No?                         | novembre 1996    | Inedito         |
| 37 | 3  | Branca de Fome e os sete anões | Bianca di Fame e i Sette Nani          | novembre 1996    | Inedito         |
| 38 | 4  | Game ao vivo                   | Gioco dal vivo                         | novembre 1996    | Inedito         |
| 39 | 5  | O Mônico                       | Monica o Cipollino                     | giugno 1997      | 2004            |
| 40 | 6  | Chico Bento no Shopping        | Chuck Billy nel Centro Commerciale     | giugno 1997      | 2004            |
| 41 | 7  | Frank em: Ser Criança          | Frank "mai dire bambino"               | giugno 1997      | 2004            |
| 42 | 8  | Como atravessar na sala        | Come attraversare il soggiorno         | giugno 1997      | 2004            |
| 43 | 9  | Vinhetas Penadinho I           |                                        | giugno 1997      | Inedito         |
| 44 | 10 | O plano sangrento              | Un piano ben riuscito                  | maggio 1998      | 2004            |
| 45 | 11 | Na roça é diferente            | In campagna è diverso                  | maggio 1998      | 2004            |
| 46 | 12 | Astronauta                     | L'astronauta                           | maggio 1998      | 6 febbraio 2004 |
| 47 | 13 | Duelos em Quadrinhos           | Il duello a fumetti                    | maggio 1998      | 2004            |
| 48 | 14 | Vinhetas Penadinho II          |                                        | maggio 1998      | Inedito         |
| 49 | 15 | Coisa de louco                 | Manicomio                              | ottobre 1998     | 2004            |
| 50 | 16 | Comida Fresca                  | Un pasto gustoso                       | ottobre 1998     | 4 febbraio 2004 |
| 51 | 17 | A História do Galo Ataliba     | La Storia del Gallo Gaetano            | ottobre 1998     | 1 aprile 2004   |
| 52 | 18 | A turma no zoológico           | Allo zoo                               | ottobre 1998     | 2004            |
| 53 | 19 | O estranho soro do Doutor X    | Cipollino e' scomparso                 | ottobre 1998     | 5 aprile 2004   |
| 54 | 20 | A Ilha Misteriosa              | Sabbia, mare e sorprese                | settembre 1999   | Inedito         |
| 55 | 21 | Regras e excessões             | Regole ed eccezioni                    | settembre 1999   | 2004            |
| 56 | 22 | Chico Mico                     | Chuck Billy e la scimmietta            | settembre 1999   | 2004            |
| 57 | 23 | Mingau com chuva               | Vaniglia in un giorni di pioggia       | settembre 1999   | Inedito         |

## Episodi di 1999-2000
| N | Titolo portoghese       | Titolo tradotto     |
| - | ----------------------- | ------------------- |
| # | Jogo de vôlei           | Gioco di pallavollo |
| # | Um coelhinho de verdade | Il coniglio di vero |
| # | Folias no clube         | Follie ai club      |
| # | A árvore de natal       | L'albero di natale  |

## Episodi di "Grandes Aventuras Turma da Mônica" (2002-2008)
La serie chiamata Grandes Aventuras Turma da Mônica è stata trasmessa in Brasile tra il 2002 e il 2008, gli episodi dal 2004 al 2008 sono stati riciclati dai film Cine Gibi, Cine Gibi 2 e Cine Gibi 3 - Planos Infalíveis. In Italia alcune episodi sono andate in onda nel 2004 su Rai 2.
| N | Titolo portoghese                                             | Titolo italiano                                            | Prima TV Brasile | Prima TV Italia  |
| - | ------------------------------------------------------------- | ---------------------------------------------------------- | ---------------- | ---------------- |
| # | Oi, eu sou a Mônica!                                          | Ciao, sono Monica...                                       | 4 giugno 2002    | Inedito          |
| # | Oi, eu sou a Magali                                           | Ciao, sono Magalì...                                       | 4 giugno 2002    | Inedito          |
| # | Oi, eu sou o Cascão!                                          | Ciao, sono Patacca...                                      | 4 giugno 2002    | Inedito          |
| # | Oi, eu sou o Cebolinha!                                       | Ciao, sono Cipollino...                                    | 4 giugno 2002    | Inedito          |
| # | Os Azuis                                                      | Gli azzurri                                                | 4 giugno 2002    | Inedito          |
| # | Era uma vez...                                                | C'era una volta                                            | 4 giugno 2002    | 9 aprile 2004    |
| # | O guarda-chuva voador                                         | L'ombrello volatore                                        | 12 ottobre 2002  | Inedito          |
| # | Um dia no circo                                               | Una giornata al circo                                      | 12 ottobre 2002  | Inedito          |
| # | Um doente, sua irmã e o grande capeonato de cuspe a distância | La gara di sputi                                           | 12 ottobre 2002  | 17 febbraio 2004 |
| # | Bichinhos sem Pelúcia                                         | Un taglio alla moda                                        | 4 giugno 2002    | 2005             |
| # | Perdidos no meio do nada                                      | Sperduti in mezzo al deserto                               | 12 ottobre 2002  | 6 aprile 2004    |
| # | Um natal glacial                                              | Un natale glaciale                                         | 12 ottobre 2002  | Inedito          |
| # | Em Busca do Nariz de Isabelle                                 | Il naso di Isabelle                                        | 9 giugno 2004    | 2005             |
| # | O Concurso de Beleza                                          | La gara di bellezza                                        | 9 giugno 2004    | Inedito          |
| # | Um Amor Dentuço                                               | Il vampiro innamorato                                      | 9 giugno 2004    | Inedito          |
| # | O Caça-Sansão                                                 | L'Acchiappasansone                                         | 9 giugno 2004    | Inedito          |
| # | Um Cenário para meus Bonequinhos                              | Uno scenario per le mie action figure                      | 9 giugno 2004    | Inedito          |
| # | Irmão Cascão                                                  | Il Fratello Patacca                                        | 9 giugno 2004    | Inedito          |
| # | Os Tênis da Mônica                                            | Le scarpe da ginnastica di Monica                          | 7 settembre 2005 | Inedito          |
| # | O Baile Frank                                                 | Il ballo Frank                                             | 7 settembre 2005 | Inedito          |
| # | Poeirinha Mágica                                              | Il Piccola polvere magica                                  | 7 settembre 2005 | Inedito          |
| # | Chapeuzinho Vermelho 2                                        | Cappuccetto Rosso 2                                        | 7 settembre 2005 | Inedito          |
| # | O Sumiço de Todas as Mães                                     | La scomparsa di tutte le mami                              | 7 settembre 2005 | Inedito          |
| # | Boas Maneiras                                                 | Buone Maniere                                              | 7 settembre 2005 | Inedito          |
| # | A Hora da Onça Beber Água                                     | L'ora di Giaguaro bere acqua                               | 7 settembre 2005 | Inedito          |
| # | Plano Hipnótico                                               | Piano Ipnotico                                             | 5 dicembre 2008  | Inedito          |
| # | O Sumiço da Jujuba                                            | La scomparsa di Giuggiola                                  | 5 dicembre 2008  | Inedito          |
| # | Um Plano Levemente Infalível                                  | Un piano Leggermente infallibile                           | 5 dicembre 2008  | Inedito          |
| # | Álbum de Fotografias                                          | L'album di fotografie                                      | 5 dicembre 2008  | Inedito          |
| # | Diga o que eu Digo e Faça o Que eu Faço                       | Dire quello che io dico e fare quello che io faccio        | 5 dicembre 2008  | Inedito          |
| # | Cor de Rosa                                                   | Colore rosa                                                | 5 dicembre 2008  | Inedito          |
| # | O Dia em que o Cebolinha Desistiu dos Planos Infalíveis       | Il giorno in che Cipollino rinunciò suoi piani infallibili | 5 dicembre 2008  | Inedito          |

## Episodi prima serie per Cartoon Network (2009)
| N | Titolo portoghese                                | Titolo tradotto                                      |
| - | ------------------------------------------------ | ---------------------------------------------------- |
| # | Os cinco fios de cabelos mágicos                 | I cinque fili di capelli magici                      |
| # | Os brincos novos que a Mamãe comprou             | Gli orecchini che mia madre ha comprato              |
| # | Venha à minha festinha                           | Vieni alla mia festa                                 |
| # | Mônica, a famosa                                 | Monica, la famosa                                    |
| # | Patins... Para mim?                              | Pattini... Per me?                                   |
| # | Brincando de Boneca                              | Giocando la Bambola                                  |
| # | O corpo fala                                     | Il corpo parla                                       |
| # | A nova babá                                      | La nuova tata                                        |
| # | A máquina do tempo, de novo?                     | La macchina del tempo, di nuovo?                     |
| # | A minhoca encantada                              | Il verme incantato                                   |
| # | ... E assim se passaram 30 anos                  | ... E così, 30 anni è passato                        |
| # | Abduzidos?                                       | Abdotti?                                             |
| # | Turma da Mônica contra o Capitão Feio, O musical | La banda di Monica contro Capitan Brutto, Il musical |

## Episodi speciali per Rede Globo (2011)
| N | Titolo portoghese                   | Titolo tradotto                          |
| - | ----------------------------------- | ---------------------------------------- |
| # | A doze badaladas dos sinos de natal | Dodici rintocchi delle campane di natale |
| # | Bruxarias no aniversário            | Stregonerie nel compleanno               |
| # | Um conto de páscoa                  | Un racconto di pasqua                    |
| # | Um plano para salvar o planeta      | Un piano per salvare il pianeta          |
| # | Linda noite de natal                | Bella notte di natale                    |
| # | Véspera de Natal                    | Vigilia di Natale                        |

## Episodi seconda serie per Cartoon Network (2012-2015)
| Nº        | Titolo portoghese                           | Titolo tradotto                               |
| Anno 2012 | Anno 2012                                   | Anno 2012                                     |
| --------- | ------------------------------------------- | --------------------------------------------- |
| 01        | Do que Você está Brincando?                 | Che cosa stai giocando?                       |
| 02        | Arte na Praça                               | Arte nel Parco                                |
| 03        | O Anel da Discórdia                         | Anello della Discordia                        |
| 04        | Perdidos no Meio do Quarto                  | Perduto nel Mezzo dela Camera da Letto        |
| 05        | Vai Brincar lá fora, Cebolinha!             | Andare a Divertiti fuori! Cipollino           |
| 06        | Peteca                                      | Volano                                        |
| 07        | Chamadas à Longa Distância                  | Chiamate a Lunghe Distanze                    |
| 08        | Brincadeiras Modernas                       | Divertimenti Moderni                          |
| 09        | O Topetinho Mutante                         | Il Capello Mutante                            |
| 10        | Os Namorados                                | I Amanti                                      |
| 11        | O Teatro de Fantoches                       | Il Teatro di Fantocci                         |
| Anno 2013 |                                             |                                               |
| 12/14     | As Fantasias de Carnaval                    | I costumi di Carnevale                        |
| 13/12     | Não sei o nome disso, mas é muito Divertido | Non so il nome di esso, ma è molto Divertente |
| 14/13     | Amarra ou Larga do Pé, Cebolinha            | Lega o Libera il mio Piede! Cipollino         |
| 15        | No Reino do Bueiro                          | Al Regno del Tombino                          |
| 16        | Provas Comprometedoras                      | Prove Compromettenti                          |
| 17        | Cinema em Casa                              | Cinema a Casa                                 |
| 18/20     | Intrigas Interplanetárias                   | Confisioni interplanetarie                    |
| 19/18     | Socorro, Polícia! Pega Ladrão!              | Aiuto, Polizia! Arresta il Ladro!             |
| 20/23     | Mônica em Câmera Lenta                      | Monica in Rallentatore                        |
| 21/22     | Alguém para cuidar de Mim                   | Qualcuno a mi bardare                         |
| 22/24     | Mônica? Que Mônica?                         | Monica? Cos'è Monica?                         |
| 23/25     | O Coelhinho Amarelo                         | Il Coniglietto Giallo                         |
| 24/19     | Os Quatro Músicos do Bairro do Limoeiro     | I Quattro Musicisti del Vicinato Limone       |
| Anno 2014 |                                             |                                               |
| 25A/21A   | Muito Silêncio, Por Favor!                  | Molto Silenzio, Per Favore!                   |
| 25B/21B   | Um Show de Perseguição                      | Um Spettacolo di Persecuzione                 |
| 26        | Inseturminha                                | Insettanda                                    |
| 27        | Duas Princesas e Um Pestinha                | Due Principesse e un Birichino                |
| 28        | O Assassino                                 | Il Assassino                                  |
| 29        | Para cada Anjo, Um Pestinha                 | Per ogni Angelo, un Birichino                 |
| 30        | Faça um Pedido                              | Fai un Desiderio                              |
| 31        | Depois do Banho                             | Dopo il Bagno                                 |
| 32        | O Dia em que Derrotei a Mônica              | Il Giorno che Ho vinto Monica                 |
| 33/36     | Rei por um Dia                              | Re per un Giorno                              |
| 34/33     | Tem uma Estranha no meu Banheiro            | C'è una Strana nella mia Stanza di Bagno      |
| 35/34     | Coqueluche                                  | Sciarpa, La Moda del Momento                  |
| 36/35     | O Dia em que Cascão Fugiu de Casa           | Il Giorno che Patacca Ha Lasciato la Casa     |
| Anno 2015 |                                             |                                               |
| 37        | Cuidado com o Apagão                        | Stai Attento per L'interruzione               |
| 38        | O Menino do Boné Amarelo                    | Il Bambino da Berretto Giallo                 |
| 39        | O Plano Luca                                | Il Piano Luca                                 |

## Episodi terza serie per Cartoon Network (2017 - 2022)

### Prima stagione (2017-2018)
| Nº        | Titolo portoghese         | Titolo tradotto                   |
| Anno 2017 | Anno 2017                 | Anno 2017                         |
| --------- | ------------------------- | --------------------------------- |
| 01        | Quem Bate?                | Chi Bussi?                        |
| 02        | Uma Senhora Faxina        | Una Signora di Pulizia            |
| 03/05     | A Casa na Árvore          | La Casa nell'Albero               |
| 04/06     | Dono da Metade da Rua     | Proprietario della Metà della Via |
| 05/07     | Coincidências             | Coincidenze                       |
| 06/03     | Todos os Coelhos          | Tutti i Conigli                   |
| 07/09     | Rei e Rainha da Rua       | Il Re e Regina della Via          |
| 08/11     | Barulho Além da Janela    | Rumori Più Lontani della Finestra |
| 09/10     | O Plano da Falsa Amiga    | Il Piano della Falsa Amica        |
| 10/08     | Feliz com o meu Brinquedo | Felice con il mio Giocattolo      |
| 11/12     | Poeta de Lanchonete       | Poeta di Tavola Calda             |
| 12/17     | Cada um na sua História   | Ognuno nella sua Storia           |
| 13/14     | Meu Bolo é de Bruxa?      | Mia Torta è di Strega?            |
| 14/20     | Uma Piada Muito Louca     | Una Battuta Più Pazzesca          |
| 15/04     | Presente de Grego         | Regalo di Greco                   |
| Anno 2018 |                           |                                   |
| 16/13     | Reunião no Clubinho       | Riunione nel Piccolo Club         |
| 17/15     | Sozinho no Mundo          | Solo nell Mondo                   |
| 18/16     | Hoje eu vou tomar Banho   | Oggi io farò un Bagno             |
| 19/18     | Aniversário Macabro       | Compleanno Macabro                |
| 20/19     | A Grande Final            | La Grande Finale                  |
| 21        | O Quarto Posteriorizado   | La Camera da Letto con i Poster   |
| 22/23     | Versus Versus Versus      | Versus Versus Versus              |
| 23/25     | Dê uma Chance!            | Dai una Opportunità!              |
| 22/26     | Reptilianos               | Rettiliani                        |
| 25/22     | Vida de Gente Grande      | Vita dei Cresciuti                |
| 26/24     | Planos Infalíveis         | Piani Infallibili                 |

### Seconda stagione (2021 - 2022)
| Nº        | Titolo portoghese             | Titolo tradotto                   |
| Anno 2021 | Anno 2021                     | Anno 2021                         |
| --------- | ----------------------------- | --------------------------------- |
| 01        | A Corrida do Século           | La corsa del secolo               |
| 02        | A Cadeira Sumiu               | La sedia è sparita                |
| 03        | A Culpa é Sempre dos Outros   | È sempre colpa degli altri        |
| 04        | O Buraco                      | Il buco                           |
| Anno 2022 |                               |                                   |
| 05        | O Segredo da Múmia            | Il segreto della mummia           |
| 06        | O Mestre Zen                  | Il Maestro Zen                    |
| 07        | Uma Noite de Cão              | Una notte da cani                 |
| 08        | O Monstro na Piscina          | Il mostro in piscina              |
| 09        | Melhores Amigos para Sempre   | Migliori amici per sempre         |
| 10        | O Babado do Cão Falante       | Il pettegolezzo del cane parlante |
| 11        | Tem um Pestinha no Banheiro   | C'è un marmocchio in bagno        |
| 12        | Bugado                        | Errore tecnico                    |
| 13        | Os Outros Sentidos            | Gli altri sensi                   |
| 14        | A Grande Gincana              | La Grande Gimcana                 |
| 15        | O Fantasma de Todos os Medos  | Il fantasma di tutte le paure     |
| 16        | Não Tem Gostosura             | Non c'è buon cibo                 |
| 17        | O Mistério do Cascão          | Il mistero di Patacca             |
| 18        | Quem Não Tem Cão, Caça com... | Chi non ha un cane, caccia con... |
| 19        | O Mundo ao Contrário          | Il mondo sottosopra               |
| 20        | Gibis pra Que Te Quero        | Fumetti perché ti voglio          |
| 21        | A Melancia                    | Il cocomero                       |
| 22        | Coelho por Um Dia             | Coniglio per un giorno            |
| 23        | A Nova Dona da Rua            | La nuova Proprietaria della Via   |
| 24        | Os Perigos da Noite           | Il pericoli della notte           |
| 25        | Eu Quero Ir À Praia           | Voglio andare in spiaggia         |
| 26        | Tô de Mal                     | Sono arrabbiato                   |